# 諸葛四郎
《諸葛四郎》是台灣漫畫家葉宏甲開始於1958年《漫畫大王》（之後改名為《漫畫週刊》）上連載的漫畫系列作品。其畫風簡單、劇情緊湊，受到當時台灣兒童的歡迎。在當紅時曾二度拍攝成電影，以及在80年代拍攝成電視劇。
本作品可說是台灣本土漫畫萌芽時期的先驅，也是老一輩台灣人的童年回憶。也曾被一些如羅大佑創作的歌曲《童年》中，引用寫入了「諸葛四郎和魔鬼黨，到底誰搶走了那支寶劍」作為歌詞。

## 作品歷史
起初葉宏甲在《漫畫大王》刊物上發表《諸葛四郎》時，原先只計畫以短篇的形式發表，之後因受大量讀者迴響，而開始展開長篇作品的創作。
於《漫畫大王》上連載時，葉宏甲推出了《大戰魔鬼黨》、《大鬥雙假面》等系列故事。之後1963年因《漫畫週刊》停止發售，葉宏甲另自行開設出版公司「宏甲出版社」，於宏甲出版社發表單行本《大戰金銀島》、《蛇谷風雲》等其它作品後才結束創作。
後續二十多年後，葉宏甲先前創作的《諸葛四郎》系列作品，則改由故鄉出版社重新印製於1990年再版。2003年2月24日，葉宏甲之子葉佳龍將本作手稿與漫畫捐贈給國立交通大學典藏。

## 作品人物
《諸葛四郎》系列故事主要圍繞在一個虛構的國度「衛國」裡，由名為「諸葛四郎」的劍客和他的義弟夥伴「真平」一同打倒入侵、威脅衛國安危的賊黨惡人。而隨著章節發展，葉宏甲另增加樵夫之子「林少青」（暱稱林小弟）、俠女「沈少玉」，以及四郎之妹「諸葛玉真」等人成為諸葛四郎的夥伴。
在反派角色上，葉宏甲多以蒙面的方式作為此類型人物的造型風格。另因葉宏甲曾前往日本接受教育，而被一些漫畫研究書籍認為受到當時日本漫畫的影響。

## 作品世界觀
故事的舞台上以諸葛四郎的母國「衛國」為中心，而衛國兩旁有著兄弟國「桂國」和友邦「梁國」。而反叛角色所屬的國家則以「章國」、「韋國」為主。
後續在《魔境歷險記》中，另有設定出登場各種野獸、怪物等荒蠻的國家「加達國」、「百獅國」等。

## 系列作品列表
本篇有15單元、外傳2單元；總計共為17部。

### 漫畫大王連載作品
- 大戰魔鬼黨：3冊、1958年
- 決戰黑蛇團（原名《決戰妖蛇黨》）：4冊、1959年
- 大鬥雙假面（另名《龍鳳劍》）：6冊、1959年
- 大破山嶽城（另名《雙雄征北》）：7冊、1960年
- 大戰雙騎士（另名《孔雀俠黑騎士》）：7冊、1960年
- 大戰龍虎十劍士：7冊、1960年

### 單行本作品
以下排列之發表時間順序依據洪德麟著《臺灣漫畫閱覽》
- 大戰金銀島：6冊、1963年
- 南國怪獸記：8冊、1965年
- 魔境歷險記：10冊、1965年
- 蠻荒決戰記：1965年
- 偏南奇觀：10冊、1965年
- 邊疆平雙怪：6冊、1967年
- 象國大冒險（原名：《象國大戰》）：4冊、1967年
- 蛇谷風雲：4冊、1968年
- 四郎保王子（原名：《南邦英雄傳》）：4冊、1969年

### 外傳
以下排列之發表時間順序尚待考證
- 林小弟除妖珍法寶：4冊
- 林少青奇夢記：2冊

## 真人影劇改編

### 1962年電影版
《諸葛四郎》首部真人演出電影作品為1962年上映的《雙雄大鬥雙假面》，並且為現存唯一的《諸葛四郎》台語電影。

#### 演員
- 諸葛四郎：唐菁
- 真平：傳清華
- 大公主：白蓉
- 二公主：何玉華
- 笑鐵面：柯佑民
- 其他：康明

### 1978年電影版
第二部《諸葛四郎》電影《諸葛四郎大鬥雙假面》則在1978年1月上映。當時作品的賣點為邀請女星上官靈鳳來反串飾演片中男主角諸葛四郎、以及使用先進的攝影技巧來呈現畫面魄力。

#### 演員
- 諸葛四郎：上官靈鳳
- 真平：衛子雲
- 林小弟：高培鈞
- 笑鐵面：羅烈
- 其它：王俠、李昆、袁時和、金四玉、謝自生、荊國忠、姚威、家凱、程清、林仲、江青霞、史亭根、翁小虎、何維雄、許天德、小劍龍、矮仔王、張樹林

#### 製作人員
- 出品人：范建功
- 策劃：邱建賢
- 助理導演：吳越凌
- 武術指導：陳世偉
- 燈光：鄭惠波
- 服裝：譚健群
- 道具：沈光耀
- 劇務：李越海
- 場務：呂全
- 對白：蕭遙
- 效果：王世立
- 字幕：張瑞煜
- 沖印：大都沖印公司

### 1985年電視劇
電視劇版由華視改編推出，以《四郎與真平》名稱發表，於1985年6月1日至9月21日的每週六下午12:45至14:15播出，每集90分鐘，共17集。其主題曲則由陶大偉創作。
而《四郎與真平》的劇情與漫畫原作有一些不同。漫畫裡的四郎與真平是好朋友，並無血緣關係；電視劇則將四郎與真平之間的關係更改為失散多年的同父異母兄弟，並增加了一位將真平撫養長大的阿姨「雲仙仙」。另外，原本漫畫裡幼時父親遭黑騎士殺害、與年邁母親及妹妹玉真一同生活的諸葛四郎，電視劇裡改為母親被殺（凶手正是雲仙仙）、父親諸葛長風（同時也是真平之父）則活得好好的。

#### 演員
- 諸葛四郎：衛子雲
- 真平：龍傳人
- 林小弟：張光禧
- 辛丑：劉松麗
- 沈少玉：張正藍
- 巧兒（沈少玉的丫鬟）：明光
- 熊虎（原是韋國護衛隊隊長，後來投靠諸葛四郎）：雷洪
- 小毛（原是韋國護衛隊副隊長，後來隨熊虎投靠諸葛四郎）：褚殿武
- 諸葛長風（諸葛四郎與真平的父親）：謝興
- 雲飛飛（真平的母親）：劉芳瑛
- 雲仙仙（真平的阿姨）：金波
- 冰冰：程惠紅（雲仙仙的師妹）
- 小蓮：楊雯伃（雲仙仙與冰冰的丫鬟）
- 衛王：馬俠
- 笑鐵面（真實身分是韓峰）：孫樹培
- 哭鐵面（真實身分是韋亦秋）：楊平安
- 韋王：龍翔雲
- 韋：馬惠珍
- 李仁傑（韋后與前任韋王所生的長子，後來繼承王位）：李天柱
- 韋亦秋：葉飛（韋后與現任韋王所生的次子）
- 桂王：王德志
- 韓峰：孫樹培（桂國四大將軍之一）
- 魏錚：林偉（桂國四大將軍之一）
- 杜義：彭剛（桂國四大將軍之一）
- 張虎：任重偉（桂國四大將軍之一）
- 辛不正（辛丑的哥哥）：鹿峰
- 林大山（林小弟的父親）：范鴻軒
- 奶娘：李玉伶
- 李蜜：翟玉娘
- 蛇婆婆（黑蛇寨首領）：高幸枝
- 黃知府（真實身分是黑蛇寨大頭目）：黃仲裕
- 焦夫人（黑蛇寨二頭目）：喬可欣
- 紅舵主（黑蛇寨護法）：鄭平君
- 藍舵主（黑蛇寨護法）：李龍吟
- 倩倩（黑蛇寨成員）：張海倫
- 大象（本名「項天飛」，北蠻國太子）：張紀平
- 赫連彤（北蠻國將軍）：陸一龍
- 劉正甲：文帥
- 沈神醫（沈少玉的父親）：杜偉
- 錢捕頭：劉幼斌
- 梁王：戴秉剛
- 梁太子：楊懷民
- 梁公主：張媛婷
- 山嶽城主（真實身分是梁國王爺，也是假四郎與假真平的幕後老大）：龍隆
- 假四郎（山嶽城主右護法）：江生
- 假真平（山嶽城主左護法）：李龍吟
- 魏祥雲：孫樹培（梁國將軍）
- 符隊長：鄭美順（梁國護衛隊隊長）
- 常醉（孔雀俠，北蠻國將軍）：鄭少峰
- 左晴山（黑騎士，落葉城城主）：張振寰
- 左蘭：朱曉雲（左晴山的女兒）
- 向雄：湯秦（落葉城將軍）
- 朱刀（狂風寨大當家）：馬恬
- 牛劍（狂風寨二當家）：楊雄

#### 工作人員
- 製作公司：劇匠傳播事業有限公司
- 製作人：韋辛、汪威江
- 編審：孫正中
- 執行製作：張建復、黃克勳
- 編劇：鄧月嬌
- 原著：葉宏甲
- 外景導演：孫新祥
- 攝影：陳漢聰、廖翔霓、林延輝、張志勇、王偉雄、張正鍾
- 燈光：曾新龍、張紹鋒
- 技術指導：林建威、張鄂生
- 美術指導：陳上林
- 導播：蔡永錫

#### 主題曲
《諸葛四郎》
作詞、作曲、演唱：陶大偉。

### 主要人物飾演演員更動
| 角色     | 雙雄大鬥雙假面 | 諸葛四郎大鬥雙假面 | 諸葛四郎 四郎與真平 |
| -------- | -------------- | ------------------ | ------------------- |
| 諸葛四郎 | 唐菁           | 上官靈鳳           | 衛子雲              |
| 真平     | 傳清華         | 衛子雲             | 龍傳人              |
| 林小弟   | ———            | 高培鈞             | 張光禧              |

## 外部連結
- 葉宏甲數位漫畫館 （页面存档备份，存于）
- 雙雄大鬥雙假面: 數位典藏與數位學習 聯合目錄
- 回憶中的諸葛四郞 三四五年級的英雄夢 （页面存档备份，存于）